# Cosimo Baroncelli
Cosimo Baroncelli (Firenze, 18 settembre 1569 – Firenze, 4 settembre 1626) è stato uno scrittore e funzionario italiano.
È noto per la sua lunga e fedele attività al servizio di don Giovanni de' Medici, figlio naturale di Cosimo I.

## Biografia
Nato a Firenze da Tommaso Baroncelli, già mercante nelle Fiandre e maggiordomo granducale, e da Chiara Gualtierotti, Cosimo rimase presto orfano del padre. Grazie all’intervento del cognato Lorenzo Buti entrò giovanissimo al servizio di don Giovanni de’ Medici come paggio.
Seguì don Giovanni in numerose missioni diplomatiche e militari per conto della corte medicea, tra cui numerosi conclavi, la guerra nelle Fiandre nel 1587 e la campagna in Ungheria contro i Turchi nel 1594, dove gli fu affidato il comando della guardia del corpo del principe. Partecipò alla presa di Esztergom e Visegrád, trattando personalmente i termini della resa turca.
Tra il 1597 e il 1601 fu coinvolto in operazioni militari e diplomatiche in Provenza, Spagna e Francia. Accompagnò Maria de' Medici in Francia dopo il matrimonio con Enrico IV e tornò nuovamente in Ungheria per una sfortunata campagna militare. Successivamente partecipò ai conflitti nei Paesi Bassi.
Quando don Giovanni lasciò il servizio imperiale per cercare fortuna in Inghilterra e poi in Francia, Baroncelli si trovò coinvolto in tensioni politiche e venne incarcerato con l'accusa di complotto contro Concino Concini, potente favorito della regina Maria de' Medici. Tornato a Firenze nel 1608, svolse ancora missioni per conto del suo signore, incluso un tentativo di ottenere un incarico presso la Repubblica di Venezia.
Alla morte di don Giovanni nel 1621, Baroncelli cercò invano di tutelare gli interessi del figlio naturale del principe, dichiarato illegittimo dalla famiglia Medici. Dopo questo fallimento, si ritirò a vita privata.

## Opere
Baroncelli è autore di un ampio manoscritto intitolato Discorso istorico fatto ai suoi figlioli della vita e morte di don Giovanni de’ Medici..., in cui racconta in tono vivace e colloquiale la vita di don Giovanni de’ Medici e le proprie esperienze personali. L’opera, conservata presso la Biblioteca Nazionale Centrale di Firenze, ha valore storico per lo studio della corte medicea e delle vicende europee tra XVI e XVII secolo.
Gli è stata attribuita, ma con riserve, anche una genealogia manoscritta della famiglia Medici, diffusa in più copie nel tardo Seicento, il cui contenuto appare talvolta poco attendibile.
L’unica opera a stampa di Baroncelli è la traduzione dal castigliano del trattato di Antonio de Guevara, Il dispregio della corte e le lode della villa.
- Cosimo Baroncelli, Discorso del Signore Cosimo Baroncelli fatto a' suoi figliuoli dove si intende la vita di Giovanni Medici, a cura di Marina Macchio, Firenze, Nicomp Laboratorio Editoriale, 2009. ISBN 978-88-87814-83-5.
- Cosimo Baroncelli, Il dispregio della corte e le lode della villa, traduzione dal testo spagnolo di Antonio de Guevara, Firenze, 1601 (ristampa Brescia, 1602).